# 칸델라리오돈
칸델라리오돈(학명: Candelariodon)은 브라질의 히우그란지두술주에 있는 파라나 분지에서 발견된 트라이아스기 후기의 키노돈트이다. 칸델라리오돈의 화석은 보존이 잘 된 하악골 뿐이다.